# 馮丕
馮 丕（ふう ひ）は、北燕の第2代天王馮跋の弟である。

## 概要
高句麗の4世紀以降の国家発展に無視できない役割を果たした中国人の高句麗流入者であり、414年（太平6年）以前に、内乱を起こし、高句麗に亡命した。